# Крюки (Островский район)
Крюки́ — село в Островском районе Псковской области России. Административный центр Горайской волости.
Расположено в 20 км к юго-востоку от города Остров.

## Население
| 2001 | 2002  | 2010  |
| ---- | ----- | ----- |
| 646  | ↗1552 | ↗1811 |

Численность населения села по оценке на 2000 год составляла 646 человек (в том числе на территории бывшей деревни Крюки 1 — 57 жителей, бывшей деревни Крюки 2 — 589 человек. По данным переписи населения 2002 года численность населения села составила 1552 человека (из них 22 жителя на территории бывшей деревни Крюки 1 и 1530 жителей в бывшей деревни Крюки 2.

## История
В 1850-х годах на шоссе Остров—Опочка была построена почтовая станция, действовавшая до начала XX века. Рядом с ней, по свидетельству старожилов, располагался постоялый двор.
До 2005 года деревни Крюки 1 и Крюки 2 находились на территории Бережанской волости. 3 июня 2010 года Горайская волость была объединена с Синерецкой волостью и частью Бережанской волости, а новый административный центр укрупнённой Горайской волости был перенесён в село Крюки, которое объединило бывшие деревни Крюки 1 и Крюки 2.